# Ark Encounter

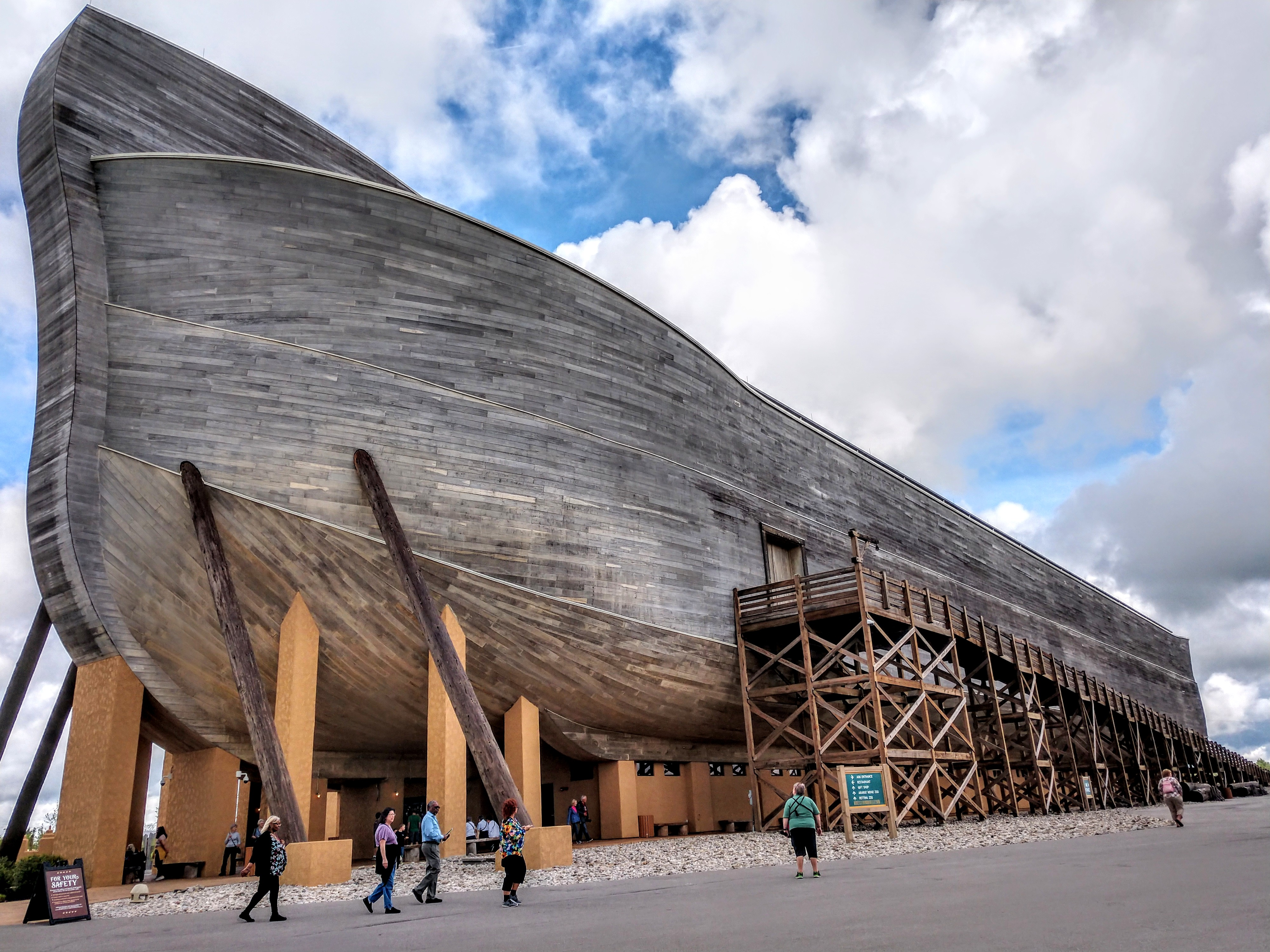

Ark Encounter (« À la rencontre de l'Arche ») est un parc à thème créationniste situé à Williamstown dans le comté de Grant dans l'État du Kentucky, aux États-Unis, dont l'élément principal est une reconstitution de l'arche de Noé.

## Histoire

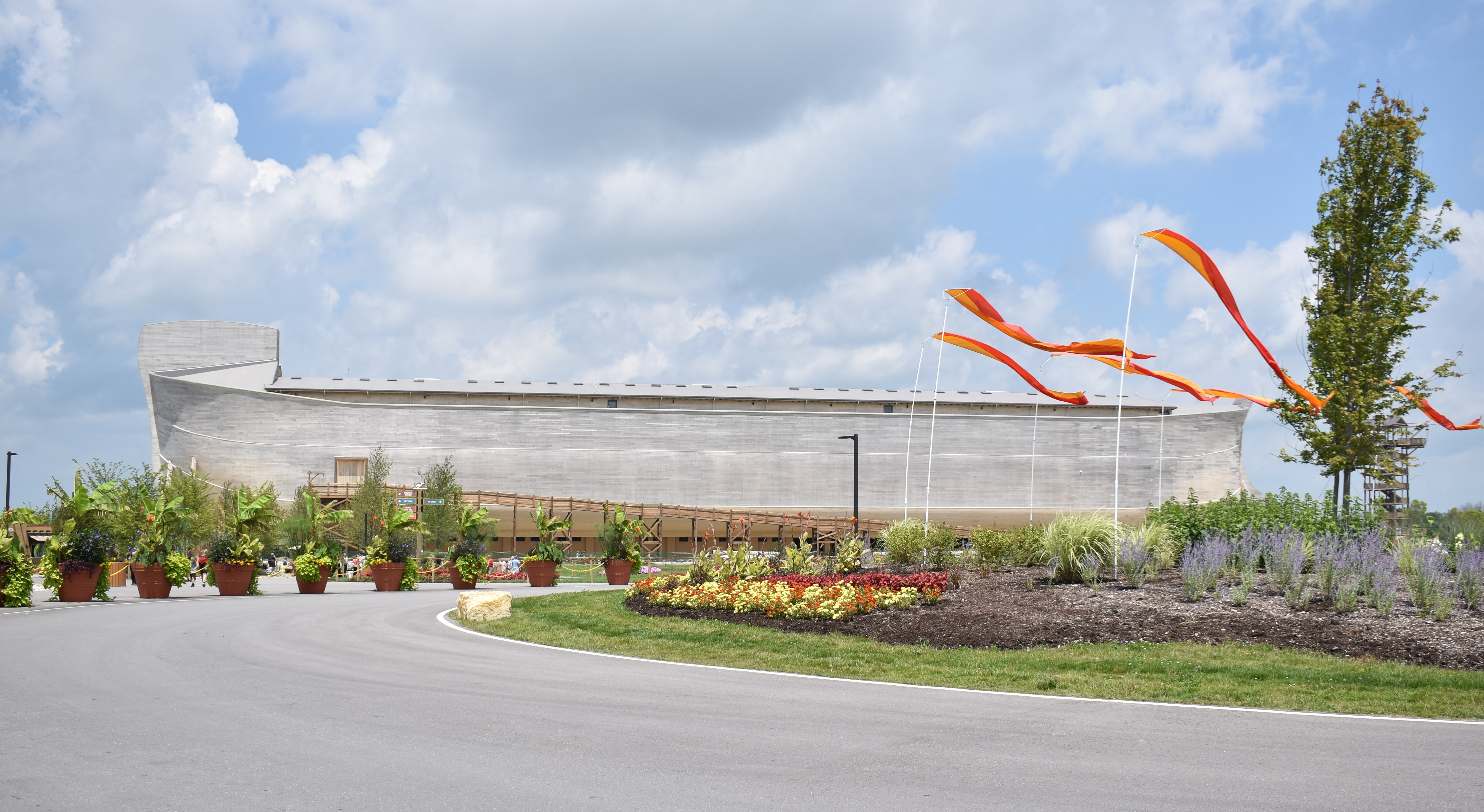
Ark encounter en 2016

Le parc a été fondé par l'organisation Answers in Genesis et a ouvert en 2016 à Williamstown , le 7 juillet en allusion au vers 7.7 du Livre de la Genèse.

## Controverse
L'ouverture du parc a occasionné un débat sur les libertés religieuses en raison du retrait de subventions et d'aides fiscales de la ville et de l'État du Kentucky, parce que l'organisation du parc avait mentionné n'embaucher que des croyants.